# Cnephasia heringi
Cnephasia heringi es una especie de polilla perteneciente al género Cnephasia, categorizada en la tribu Cnephasiini, de la subfamilia Tortricinae.

## Distribución
Se distribuye por Turquía.

## Taxonomía
Fue descrita por Razowski en 1958 y publicada por primera vez en (Cnephasia), Acta zool. cracov. 2: 575.